# Sergueï Kamenev
 (février 2025).
Pour les articles homonymes, voir Kamenev.
Sergueï Sergueïevitch Kamenev (en russe : Сергей Сергеевич Каменев, en ukrainien : Сергій Сергійович Каменєв) né le 4 avril 1881 à Kiev est un général de l'Armée rouge.

## Biographie
Il fait des études dans une école de cadets en 1898 et sert dans le 165e régiment d'infanterie de Loutsk puis sort en 1907 de l'École militaire d'état-major Nicolas. Il est affecté dans l'état-major et enseigne le topographie et la tactique. En 1914, il participe à Kiev à un Kriegsspiel préparant la guerre sur son front ouest. Pendant la Première Guerre mondiale, il entre à l'état-major de la première armée. En mars 1917, il est nommé commandant du 30e régiment d'infanterie de Poltava, il est décoré de l'ordre de Saint-Vladimir, de l'ordre de Sainte-Anne, de l'ordre de Saint-Stanislas.

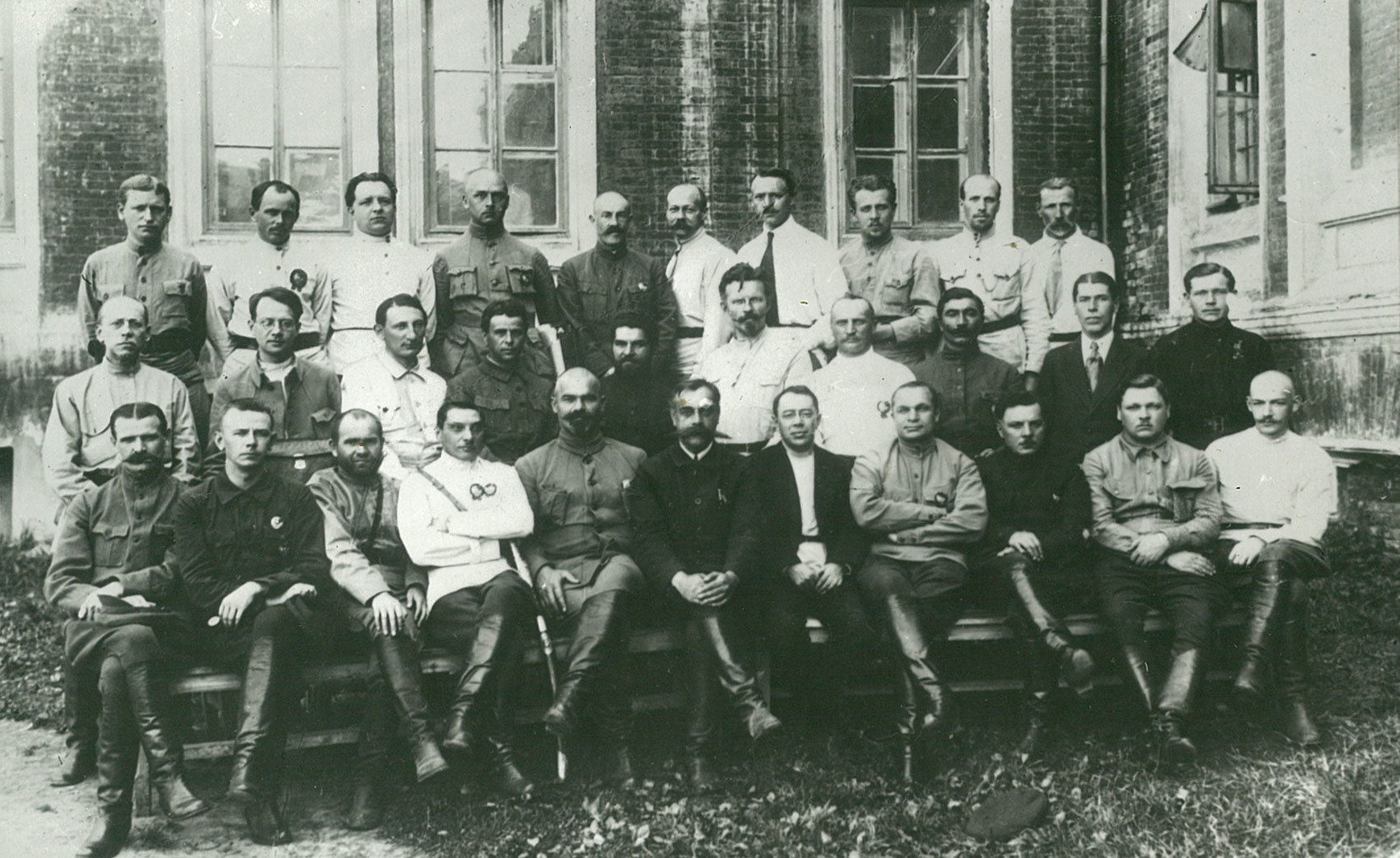
congrès de commandants de l'Armée rouge avec Ieronim Ouborevitch, David Lipets-Petrovsky, Nikolaï Petine, Semion Boudienny, Boris Chapochnikov, Vladimir Lazarevitch, Nikolaï Mouralov, Pavel Lebedev, Kliment Vorochilov, Aleksandr Iegorov, Guillaume Harff et Sergueï Goussev (1921).

Il devient membre du Parti communiste de l'Union soviétique en 1918 et en juillet 1919, il remplace Jukums Vācietis au commandement de l'Armée rouge. Kamenev est membre du Conseil militaire révolutionnaire de avril 1924 à  mai 1927. Il meurt le 25 août 1936.

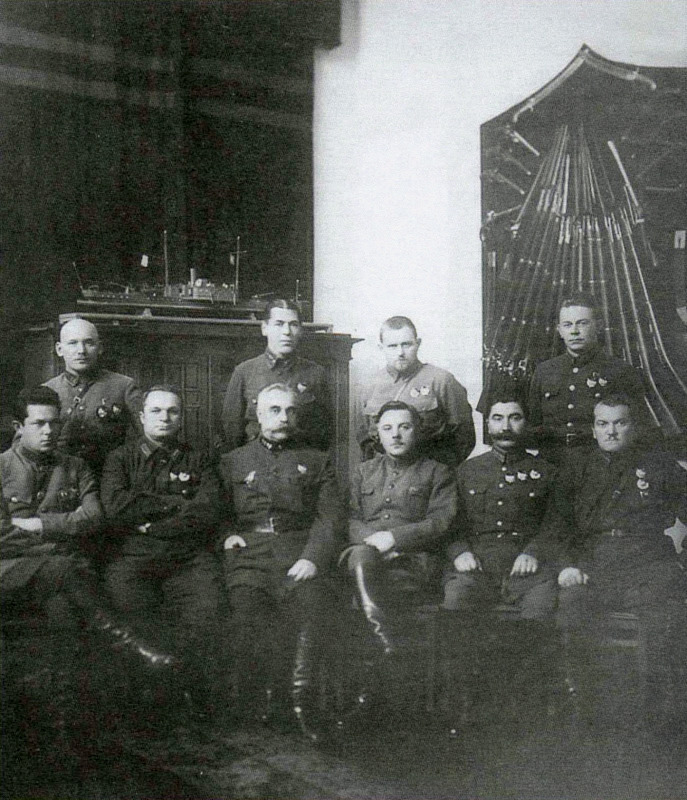
Le Conseil militaire révolutionnaire en 1927 : Iona Yakir, Aleksandr Iegorov, S. Kamenev, K. Vorochilov, Semion Boudienny, M. Levandovsky. Derrière: K. Abksentevsky, B. Chapochnikov, Ivan Belov, August Kork.